# Metodo Coupled Cluster
Il metodo Coupled Cluster (CC) è una tecnica di calcolo utilizzata per descrivere sistemi a molte particelle. Il suo uso principale è nell'ambito dei metodi computazionali post-Hartree-Fock ab initio in chimica quantistica. Come tutti i metodi post-Hartree-Fock, il metodo CC introduce un fattore correttivo all'orbitale molecolare in modo da tenere conto delle singole forze repulsive elettrone-elettrone; tale fattore è rappresentato da un operatore esponenziale. Alcuni dei calcoli più accurati, relativamente a dimensioni molecolari che variano da piccole a medie, utilizzano questo metodo.
Il Coupled Cluster fu inizialmente sviluppato da Fritz Coester e Hermann Kümmel negli anni cinquanta per lo studio di fenomeni fisico nucleari, ma Jiři Čížek e Josef Paldus nel decennio successivo riformularono il metodo per renderlo applicabile per i calcoli di chimica quantistica relativamente ad atomi e molecole. Attualmente rappresenta uno dei più importanti metodi computazionali che tengono conto della correlazione elettronica. È importante notare che il Coupled Cluster è applicabile a tutti i sistemi fermionici, che nel nostro caso sono rappresentati da sistemi di elettroni.

## Espressione della funzione d'onda
Le teoria Coupled Cluster fornisce una soluzione approssimata all'equazione di Schrödinger tempo-indipendente
{\displaystyle {\hat {H}}\vert {\Psi }\rangle =E\vert {\Psi }\rangle }
dove {\displaystyle {\hat {H}}} è l'hamiltoniano del sistema. La funzione d'onda e l'energia degli stati quantici più bassi sono espressi rispettivamente da {\displaystyle \vert {\Psi }\rangle } ed E. Altre varianti del metodo CC, come l'equazione Coupled Cluster del moto e il Coupled Cluster multireference sono in grado di fornire soluzioni approssimate per gli stati eccitati del sistema.
La funzione d'onda Coupled Cluster viene espressa sotto forma esponenziale
{\displaystyle \vert {\Psi }\rangle =e^{\hat {T}}\vert {\Phi _{0}}\rangle }
dove {\displaystyle \vert {\Phi _{0}}\rangle } è un determinante di Slater solitamente costruito a partire dagli orbitali molecolari Hartree-Fock. {\displaystyle {\hat {T}}} è un operatore di eccitazione che, agendo su {\displaystyle \vert {\Phi _{0}}\rangle }, produce una combinazione lineare di determinanti di Slater eccitati. Viene definito operatore cluster.
La scelta di utilizzare una espressione esponenziale si rivela opportuna in quanto (diversamente da altre espressioni, come quelle utilizzate nell'interazione di configurazione) viene garantita la consistenza del comportamento energetico in condizioni in cui le interazioni implicate nel sistema tendono ad annullarsi (ad esempio per effetto della distanza) e viene anche garantita l'estensività della soluzione.

## Operatore cluster
L'operatore cluster è scritto nella forma
{\displaystyle {\hat {T}}={\hat {T}}_{1}+{\hat {T}}_{2}+{\hat {T}}_{3}+\cdots }
dove {\displaystyle {\hat {T}}_{1}} è l'operatore relativo a tutte le singole eccitazioni, {\displaystyle {\hat {T}}_{2}} è l'operatore relativo a tutte le doppie eccitazioni e così via.
Applicando il formalismo della seconda quantizzazione questi operatori di eccitazione vengono convenientemente espressi come
{\displaystyle {\hat {T}}_{1}=\sum _{i}\sum _{a}t_{i}^{a}{\hat {a}}_{i}{\hat {a}}_{a}^{\dagger },}
{\displaystyle {\hat {T}}_{2}={\frac {1}{4}}\sum _{i,j}\sum _{a,b}t_{ij}^{ab}{\hat {a}}_{i}{\hat {a}}_{j}{\hat {a}}_{a}^{\dagger }{\hat {a}}_{b}^{\dagger }}
e così via.
{\displaystyle {\hat {a}}^{\dagger }} e {\displaystyle {\hat {a}}} sono rispettivamente gli operatori di creazione e annichilazione, i e j denotano gli orbitali occupati e a e b quelli inoccupati. Gli operatori di creazione e annichilazione precedentemente descritti sono in forma canonica e ogni termine è in ordine normale. Essendo {\displaystyle {\hat {T}}_{1}} e {\displaystyle {\hat {T}}_{2}} rispettivamente gli operatori di eccitazione relativi all'eccitazione di una e di due particelle, convertono la funzione di base {\displaystyle \vert {\Phi _{0}}\rangle } in una combinazione lineare di determinanti di Slater rispettivamente singolarmente e doppiamente eccitati. È necessario ricavare i coefficienti ignoti {\displaystyle t_{i}^{a}} e {\displaystyle t_{ij}^{ab}} per poter ottenere la soluzione approssimata {\displaystyle \vert {\Psi }\rangle }.
Considerando la struttura di {\displaystyle {\hat {T}}}, l'operatore esponenziale {\displaystyle e^{\hat {T}}} può essere espanso in serie di Taylor:
{\displaystyle e^{\hat {T}}=1+{\hat {T}}+{\frac {{\hat {T}}^{2}}{2!}}+{\frac {{\hat {T}}^{3}}{3!}}+\cdots =1+{\hat {T}}_{1}+{\hat {T}}_{2}+{\frac {{\hat {T}}_{1}^{2}}{2}}+{\hat {T}}_{1}{\hat {T}}_{2}+{\frac {{\hat {T}}_{2}^{2}}{2}}+\cdots }
Questa serie ha un valore finito, in quanto il numero di orbitali molecolari è finito così come è finito il numero di eccitazioni. Per semplificare il calcolo necessario per ricavare i coefficienti t, l'espansione in serie di {\displaystyle {\hat {T}}} in operatori individuali di eccitazione viene fermata al secondo livello di eccitazione o a un livello leggermente superiore (comunque raramente oltre al quarto). Questo approccio è giustificato dal fatto che anche se il sistema ammette più di quattro eccitazioni, il contributo a {\displaystyle {\hat {T}}} dei livelli superiori è piccolo. Inoltre, se il livello di eccitazione superiore nell'operatore {\displaystyle {\hat {T}}} è uguale a n,
{\displaystyle T=1+{\hat {T}}_{1}+...+{\hat {T}}_{n}}
quindi i determinanti di Slater eccitati più di n volte solitamente contribuiscono ancora alla funzione d'onda a causa della natura non lineare dell'espressione esponenziale. Quindi, il Coupled Cluster fermato al livello {\displaystyle {\hat {T}}_{n}} solitamente rende conto di una maggiore energia di correlazione elettronica rispetto all'interazione di configurazione con un massimo di n eccitazioni.

## Equazioni Coupled-Cluster
Le equazioni Coupled-Cluster sono equazioni la cui soluzione è rappresentata dall'insieme dei coefficienti t. Esistono diversi modi per esprimere tali equazioni ma il formalismo standard utilizza un insieme di tali equazioni che può essere risolto iterativamente. L'approccio variazionale conduce a un insieme infinito di equazioni.
Supponiamo che occorra ricavare q coefficienti t. Occorreranno quindi q equazioni. Come è possibile notare facilmente, ogni coefficiente t può essere messo in corrispondenza con un certo determinante eccitato: {\displaystyle t_{ijk...}^{abc...}} corrisponde al determinante ottenuto da {\displaystyle \vert {\Phi _{0}}\rangle } per sostituzione degli orbitali occupati i,j,k,... con gli orbitali virtuali a,b,c,... Impostando l'equazione di Schrödinger in base al contributo correttivo esponenziale, si ottengono le q equazioni cercate:
{\displaystyle \langle {\Psi ^{*}}\vert {\hat {H}}e^{\hat {T}}\vert {\Psi _{0}}\rangle =E\langle {\Psi ^{*}}\vert e^{\hat {T}}\vert {\Psi _{0}}\rangle }
dove tramite {\displaystyle \vert {\Psi ^{*}}\rangle } è possibile conoscere l'intero insieme di appropriati determinanti di eccitazione.
Sfortunatamente {\displaystyle \langle {\Psi ^{*}}\vert e^{\hat {T}}\vert {\Psi _{0}}\rangle } è una sequenza infinita. Le equazioni Coupled Cluster vengono ridotte alla forma
{\displaystyle E_{CORR}=\langle {\Psi _{0}}\vert e^{\hat {-T}}{\hat {H}}_{N}e^{\hat {T}}\vert {\Psi _{0}}\rangle =\langle {\Psi _{0}}\vert {\bar {H}}_{N}\vert {\Psi _{0}}\rangle }
{\displaystyle 0=\langle {\Psi ^{*}}\vert e^{\hat {-T}}{\hat {H}}_{N}e^{\hat {T}}\vert {\Psi _{0}}\rangle }
Considerando il metodo standard CCSD (gli acronimi si spiegheranno successivamente), il sistema di equazioni è rappresentato da
{\displaystyle 0=\langle {\Psi _{0}}\vert e^{-({\hat {T}}_{1}+{\hat {T}}_{2})}{\hat {H}}_{N}e^{({\hat {T}}_{1}+{\hat {T}}_{2})}\vert {\Psi _{0}}\rangle }
{\displaystyle 0=\langle {\Psi _{S}}\vert e^{-({\hat {T}}_{1}+{\hat {T}}_{2})}{\hat {H}}_{N}e^{({\hat {T}}_{1}+{\hat {T}}_{2})}\vert {\Psi _{0}}\rangle }
{\displaystyle 0=\langle {\Psi _{D}}\vert e^{-({\hat {T}}_{1}+{\hat {T}}_{2})}{\hat {H}}_{N}e^{({\hat {T}}_{1}+{\hat {T}}_{2})}\vert {\Psi _{0}}\rangle }
Il software standard utilizzato in chimica quantistica è in grado di risolvere le equazioni CC ponendo {\displaystyle Ax=0}, dove {\displaystyle A} è il jacobiano Coupled Cluster e {\displaystyle x} è il vettore delle ampiezze. In generale l'hamiltoniano risultante può non essere hermitiano.

## Tipi di Coupled Cluster
La classificazione dei tradizionali metodi Coupled Cluster rende conto del numero di eccitazioni permesse nella definizione di {\displaystyle {\hat {T}}}. Le abbreviazioni utilizzate iniziano con le lettere "CC", che stanno per Coupled Cluster, seguite da
1. S - per singole eccitazioni
2. D - per doppie eccitazioni
3. T - per triple eccitazioni
4. Q - per quadruple eccitazioni

Ad esempio, in un metodo CCSDT l'operatore {\displaystyle {\hat {T}}} assume la forma
{\displaystyle T={\hat {T}}_{1}+{\hat {T}}_{2}+{\hat {T}}_{3}.}
Eventuali lettere presenti all'interno di una parentesi tonda indicano che il termine specifico indicato tra parentesi viene calcolato utilizzando la teoria perturbativa. Ad esempio, CCSD(T) indica un metodo Coupled Cluster che include singole e doppie eccitazioni, mentre tramite teoria perturbativa vengono calcolate eccitazioni triple.
Per molte applicazioni comuni che richiedono sufficiente accuratezza viene utilizzato il metodo CCSD, mentre per calcoli più accurati e complessi viene utilizzato il CCSD(T), che rappresenta un eccellente compromesso tra accuratezza e costo. I metodi CCSDT e CCSDTQ sono più complicati e vengono utilizzati solamente per calcoli relativi a molecole piccole e che richiedono un'accuratezza superiore.